# Còpia de Palomes
La Còpia de Palomes est le point culminant de la serra de Rubió avec 837 mètres d'altitude, situé dans la comarque d'Anoia, en Catalogne (Espagne).
Son ascension ne présente pas de difficulté particulière.

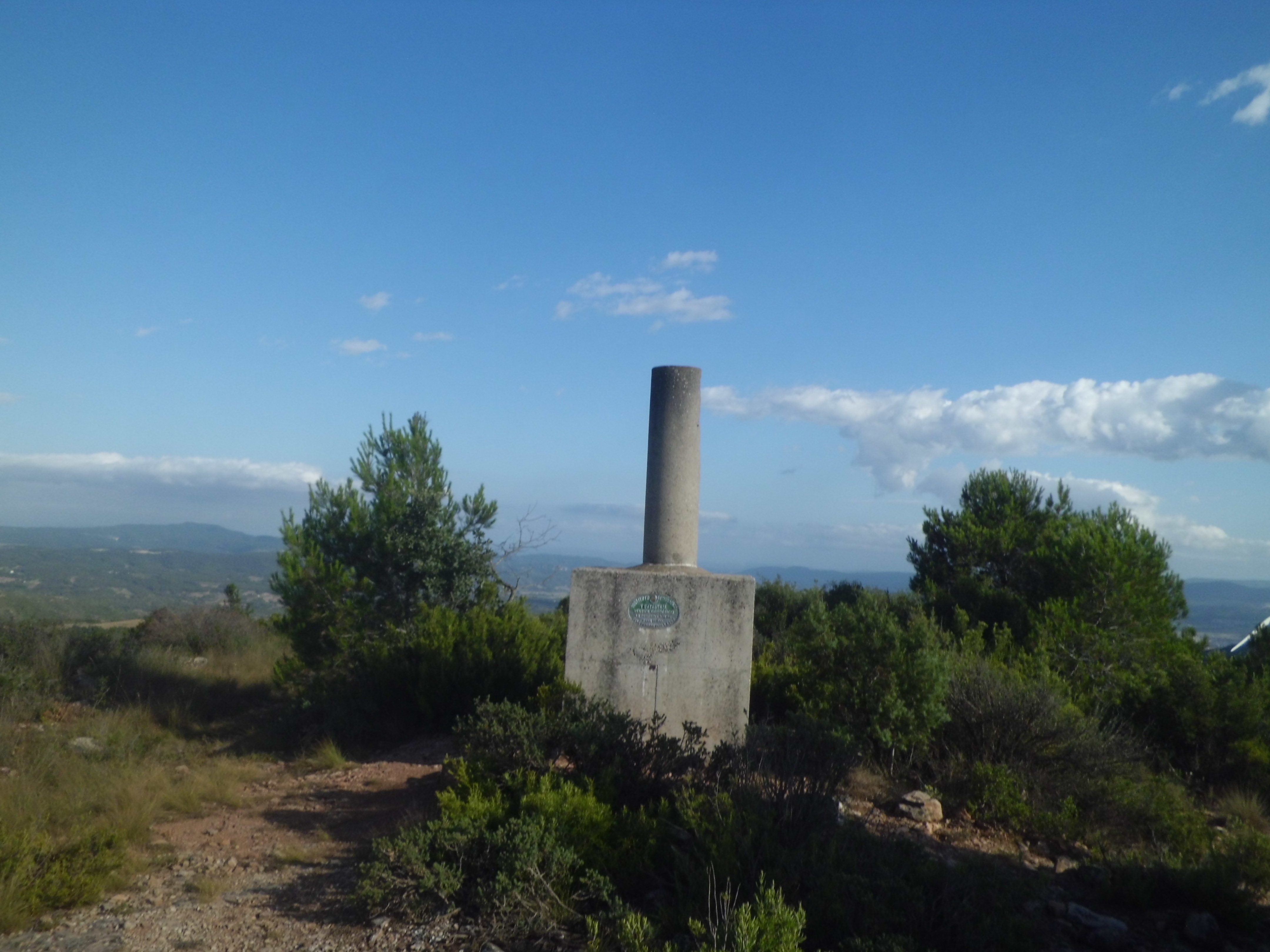
Vue du sommet.
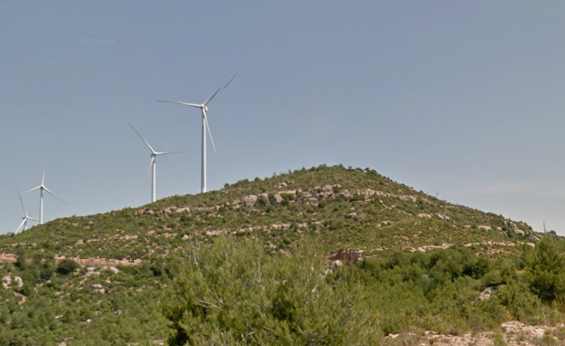
Vue de la montagne en été.
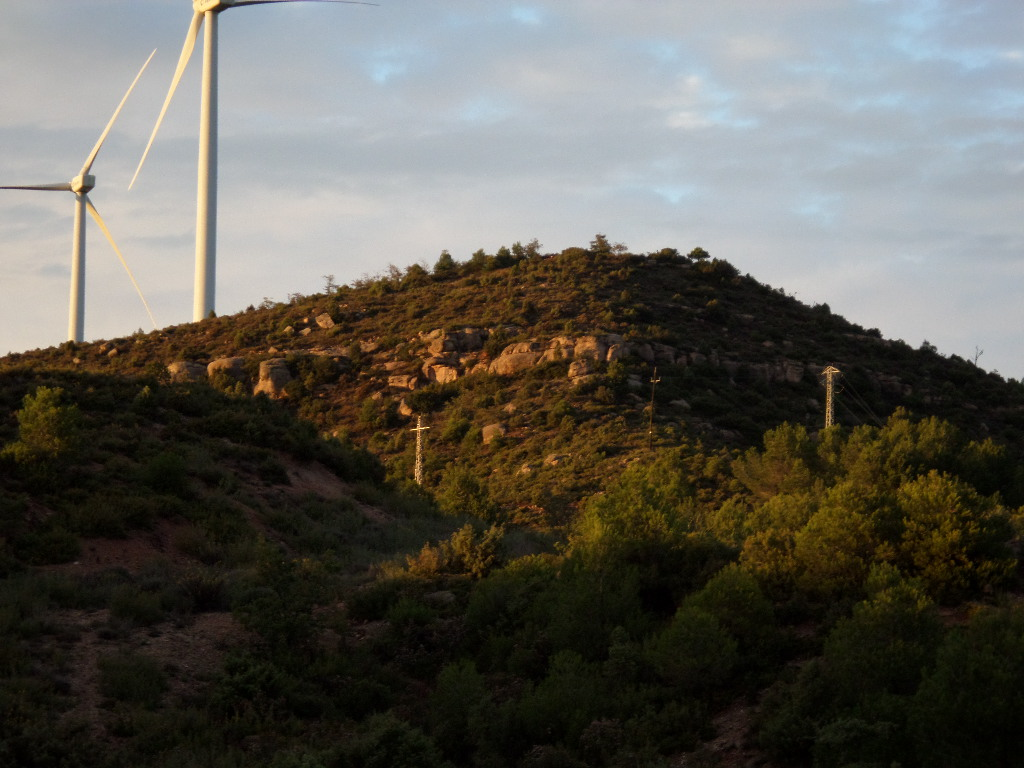
Vue de la montagne au coucher du soleil.